# West Chester University of Pennsylvania

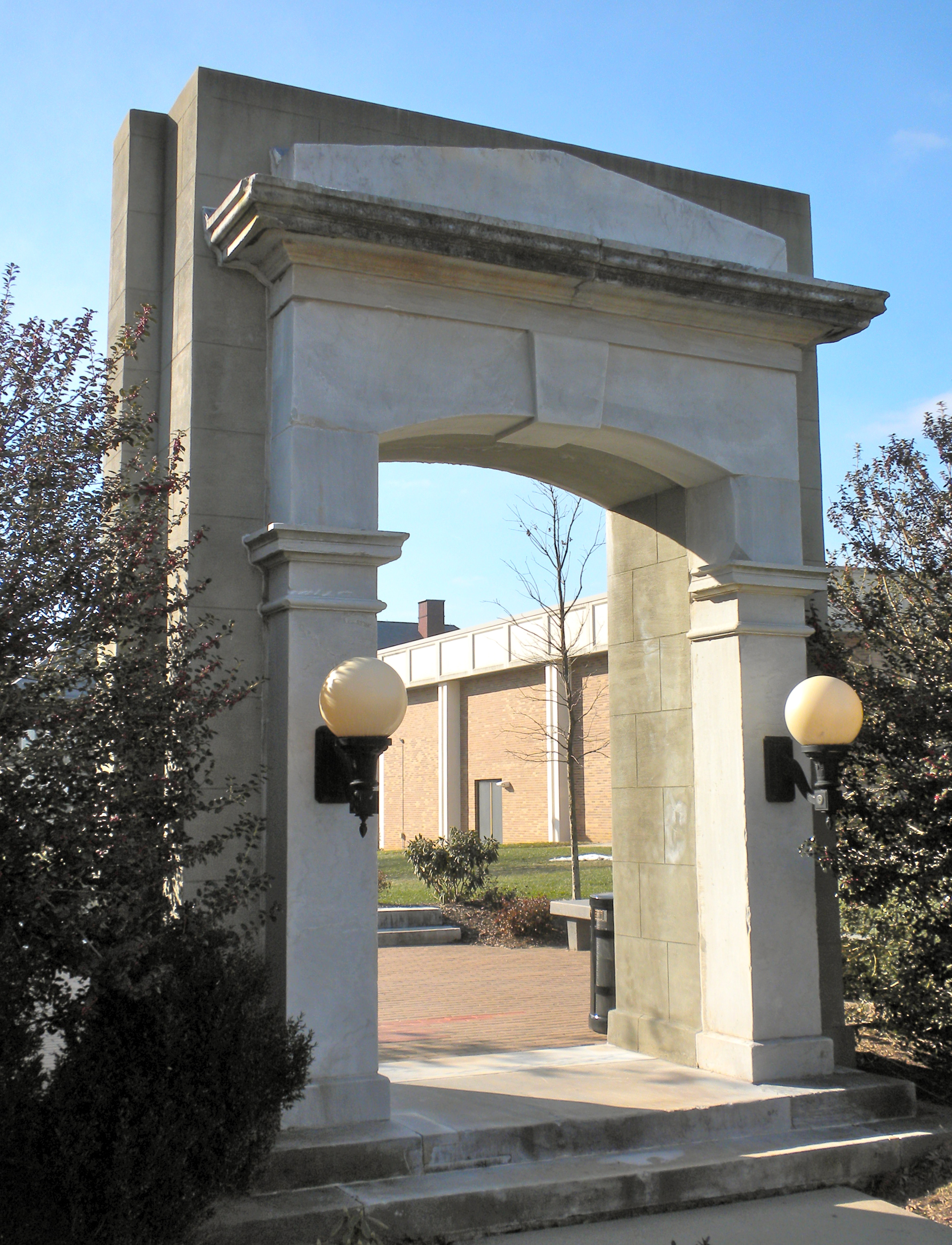

A West Chester University of Pennsylvania é uma universidade pública localizada em West Chester, Pensilvânia, cerca de 34 milhas (54 km) a oeste da Filadélfia. É uma das 14 universidades estaduais do Sistema de Ensino Superior do Estado da Pensilvânia (PASSHE).